# 長島冰茶
長島冰茶（英語：Long Island Iced Tea），取名冰茶，卻是在沒有使用紅茶的情況下，調製出具有紅茶色澤與口味的雞尾酒。調製的主要成份為伏特加、龍舌蘭酒和琴酒，酒精濃度大約30%。

## 起源
Robert "Rosebud" Butt聲稱他發明了長島冰茶，他於1972年在紐約長島的橡樹灘客棧工作時創造了這種以四種基酒混製出來的飲料。
另一種不同的說法為1920年代美國禁酒令期間，由田納西州金斯波特的一個名為長島的當地社區的一位「老人畢曉普」（Old Man Bishop）發明出來的，并取名“冰茶”以躲避禁酒令。然後，這種飲料由老人畢曉普的兒子蘭森·畢曉普（Ransom Bishop）改良。

## 特色
味道微辣而帶有可樂的氣味，適合餐後飲用。
因為口味香甜，蓋過濃烈的酒精味，使人不知覺的飲用過量而酒醉，因此有「失身酒」的稱號。

## 調製方法
- 一份伏特加
- 一份琴酒
- 一份蘭姆酒
- 一份龍舌蘭酒
- 一份橙皮酒（英语：Triple sec）
- 半份酸甜汁或檸檬汁
- 一片檸檬
- 可樂

將所有材料放入可林杯中，然後添滿可樂以產生類似紅茶的顏色，最後在杯緣用檸檬片裝飾。

## 變種
- 長島冰茶二代 - 多加一份波本威士忌。
- 長島冰茶三代 - 在二代裡多加一份白蘭地。
- 長灘冰茶 - 用小紅莓汁代替可樂。
- 加州冰茶 - 用阿玛雷托代替龍舌蘭與橙皮酒，並用等量的小紅莓汁與鳳梨汁取代可樂添滿。
- 夏威夷冰茶 - 用香博树莓力娇酒取代龍舌蘭與 triple sec ，並用雪碧取代可樂。
- 邁阿密冰茶 - 用蜜多麗（英语：Midori (liqueur)）與桃味 Schnapps 取代龍舌蘭與 Triple sec ，而用柳橙汁代替可樂。
- 加勒比冰茶 - 用牙買加黑蘭姆酒（dark jamaican rum）取代龍舌蘭與伏特加。
- 德州冰茶 - 多加一份波本威士忌。
- 東京冰茶 - 用一份蜜多麗取代 Triple sec ，而用七喜取代可樂。
- 比佛利山冰茶 - 用香檳替代可樂。
- 觸電冰茶 - 用波本酒取代龍舌蘭。
- 阿拉斯加冰茶 - 用四份庫拉索酒與四份酸甜汁取代龍舌蘭酒，檸檬蘇打水取代可樂。
- 廣島冰茶 - 用生命之水（96％酒精伏特加）取代伏特加，並用百加得151取代朗姆酒。
- 再見（Adios motherfucker 或 AMF）- 用庫拉索酒取代 Triple sec，並用雪碧取代可樂。[3]